# Xenopsylla acomydis
Xenopsylla acomydis är en loppart som beskrevs av Peus 1977. Xenopsylla acomydis ingår i släktet Xenopsylla och familjen husloppor. Inga underarter finns listade i Catalogue of Life.